# Sabellomma minuta
Sabellomma minuta är en ringmaskart som först beskrevs av Treadwell 1941.  Sabellomma minuta ingår i släktet Sabellomma och familjen Sabellidae. Inga underarter finns listade i Catalogue of Life.